# Электронмаш
НПО «Электронмаш» (укр. Електронмаш) — завод в Киеве, крупнейшее в СССР предприятие по производству ЭВМ, существовал в 1965 – 2021 годах.
В СССР подчинялось Министерству приборостроения, средств автоматизации и систем управления (Минприбор). В 1989 году передано в Минрадиопром СССР

## История
В 1960 на киевском заводе «Радиоприбор» (организация п/я 62) началось производство вычислительных машин. Первыми цифровыми машинами, производство которых было освоено на п/я 62, стали УМШН «Днепр» и ЭМРТ «Каштан» (электронная машина для расчёта тканей). 1 января 1965 на базе отдельных подразделений завода «Радиоприбор» был создан Киевский завод  вычислительных и управляющих машин (ВУМ). В состав завода ВУМ был передан строящийся производственный корпус на отдельно стоящей производственной площадке, три цеха — механический, отделочный, сборочный и специальное конструкторское бюро. Численность вновь созданного завода ВУМ в то время составляла 460 человек. Начал работу в том же году и в 1972 преобразован в Научно-производственное объединение «Электронмаш», став в короткий срок лидером в Советском Союзе по производству средств вычислительной и управляющей техники, также освоив и массовый выпуск дискет.
В 1988 году были разработаны персональные компьютеры "Поиск-1" и "Нивка".
1989 г. - закончена разработка управляющего вычислительного комплекса СМ1702, начат выпуск СМ1425.
1990 г. - закончена разработка и начато производство учебно-информационного комплекса УИК-1.
1991 г. - разработка ЭВМ "Поиск-2" и УИК-2, начало серийного выпуска СМ1702.
1992 г. - начало производства УИК-2.
С 1993 г. освоено массовое серийное производство нескольких типов электронных кассовых аппаратов и механизмов печати к ним.
После распада СССР, предприятие стало приходить в упадок, к 2021 году фактически единственным видом деятельности стала сдача помещений в аренду. В 2021 году территория завода была продана.

## Руководители
- А. Ф. Незабитовский (1965 — 1986)
- А. Г. Назарчук (1986 — 1990)
- В. И. Мова (1990 — ?)[7]
- С.М. Єфіменко (2018 - 2018)
- Д.В. Бондарчук (2018 - 2018)
- В.Г. Володін (2019 - 2019)
- Ю.І. Волошин (2019 - 2019)
- О.Ю. Плотніков (2019 - )[8]